# Panama ai Giochi della XIX Olimpiade
Panama partecipò ai Giochi della XIX Olimpiade che si sono svolti a Città del Messico dal 12 al 27 ottobre 1968, con una delegazione di 16 atleti impegnati in 3 discipline: lotta, pallacanestro e sollevamento pesi. Fu la sesta partecipazione di questo paese ai Giochi. Non fu conquistata nessuna medaglia.

## Risultati

### Pallacanestro
| Atleta | Classifica |
| --- | ---------- |
| V · D · M Nazionale panamense - Pallacanestro ai Giochi della XIX Olimpiade 4 Checa · 5 Osorio · 6 Blades · 7 Malcom · 8 Alvarado · 9 Agard · 10 Reyes · 11 Peralta · 12 Webb · 13 Murrell · 14 Rivas · 15 Ellis · All. Eugenio Luzcando | 12°        |
| Nazionale panamense - Pallacanestro ai Giochi della XIX Olimpiade |            |
| 4 Checa · 5 Osorio · 6 Blades · 7 Malcom · 8 Alvarado · 9 Agard · 10 Reyes · 11 Peralta · 12 Webb · 13 Murrell · 14 Rivas · 15 Ellis · All. Eugenio Luzcando                                                                             |            |